# Kościół Matki Bożej Ostrobramskiej w Szczecinie
Kościół Matki Bożej Ostrobramskiej w Szczecinie – zabytkowy kościół położony przy ul. Słowiczej w Żelechowej, osiedlu Szczecina. Należy do dekanatu Szczecin-Żelechowo archidiecezji szczecińsko-kamieńskiej.

## Historia
Świątynia jest byłą luterańską kaplicą wzniesioną w 1892 roku, położoną na terenie nieczynnego od 1946 roku Cmentarza Brodowskiego. Po II wojnie światowej kaplica została przejęta przez katolików. Świątynia została poświęcona przez księdza Kazimierza Świetlińskiego ze zgromadzenia Towarzystwa Chrystusowego dla Polonii Zagranicznej, natomiast pierwsza msza święta została odprawiona w dniu 25 grudnia 1946 roku przez proboszcza z Golęcina księdza Brunona Stachowiaka. Początkowo kaplica była kościołem filialnym parafii w Golęcinie, od 1951 roku stanowi samodzielny kościół parafialny. Po utworzeniu parafii wybito drzwi z przodu kościoła i zostało zamurowano wejście boczne, robiąc miejsce dla ołtarza z posągiem świętego Antoniego.
6 września 2014 roku w pobliżu kościoła w Parku Brodowskim ustawiono kamień upamiętniający osoby pochowane na dawnym Cmentarzu Brodowskim.

## Tablice Armii Krajowej

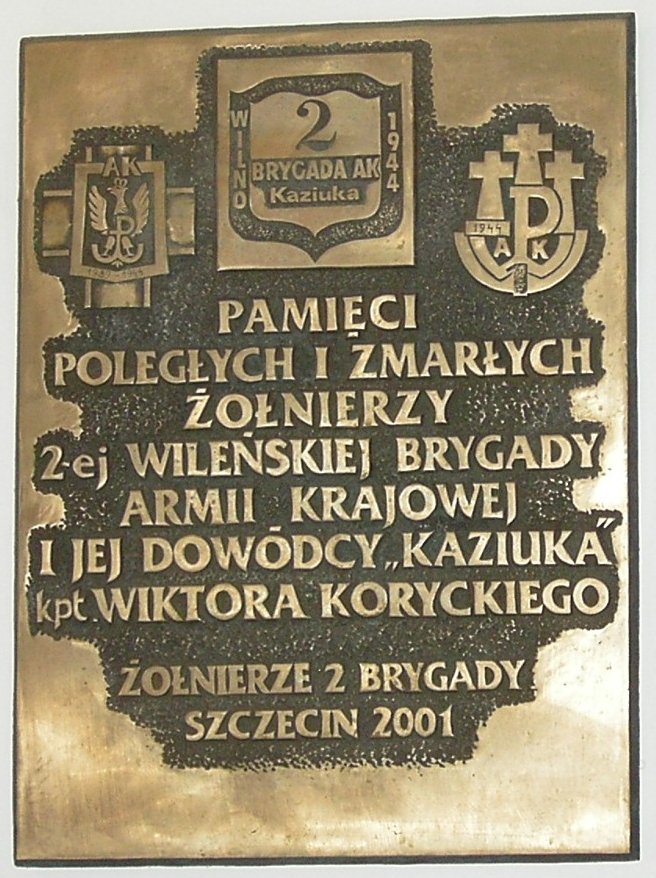
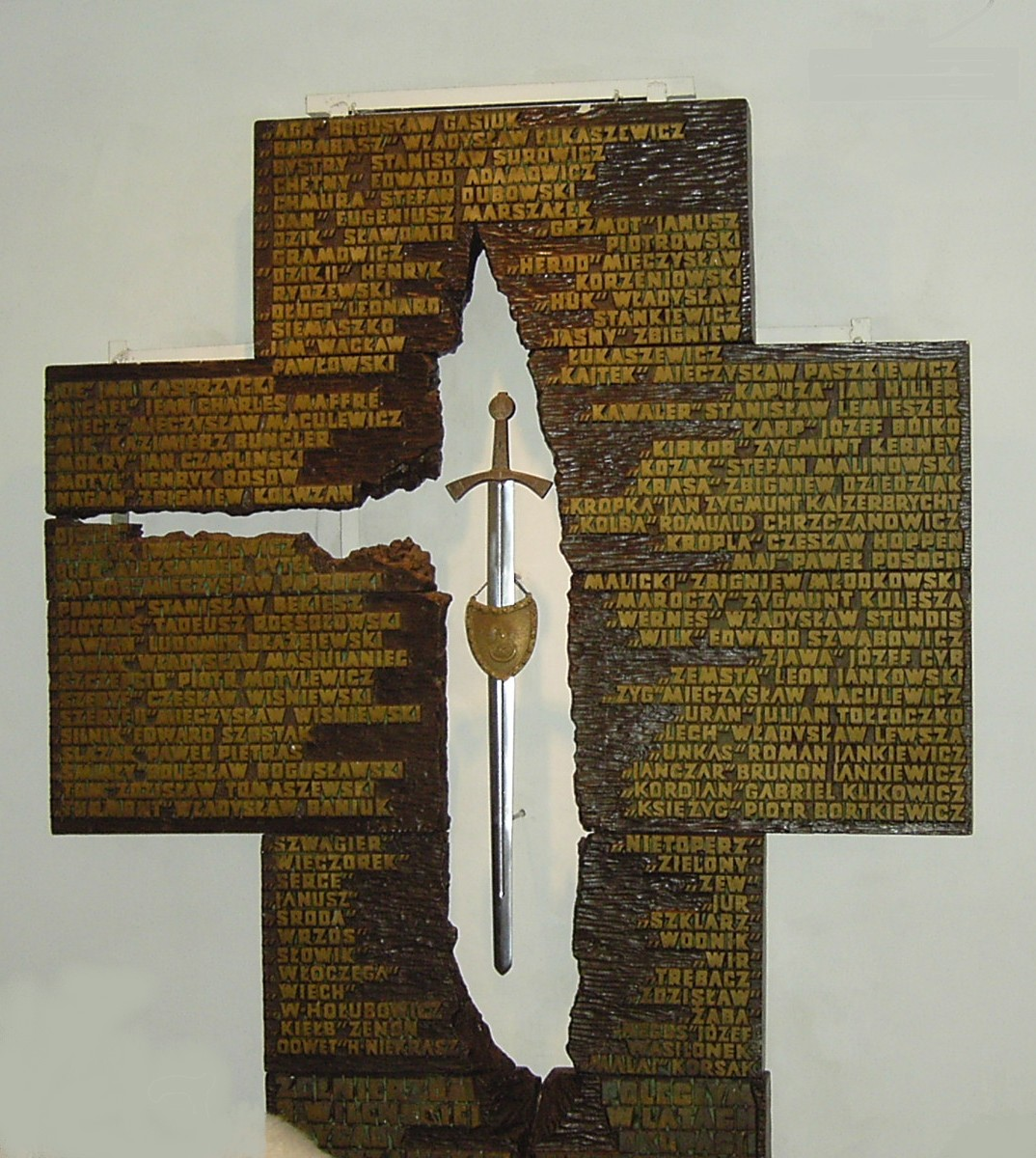
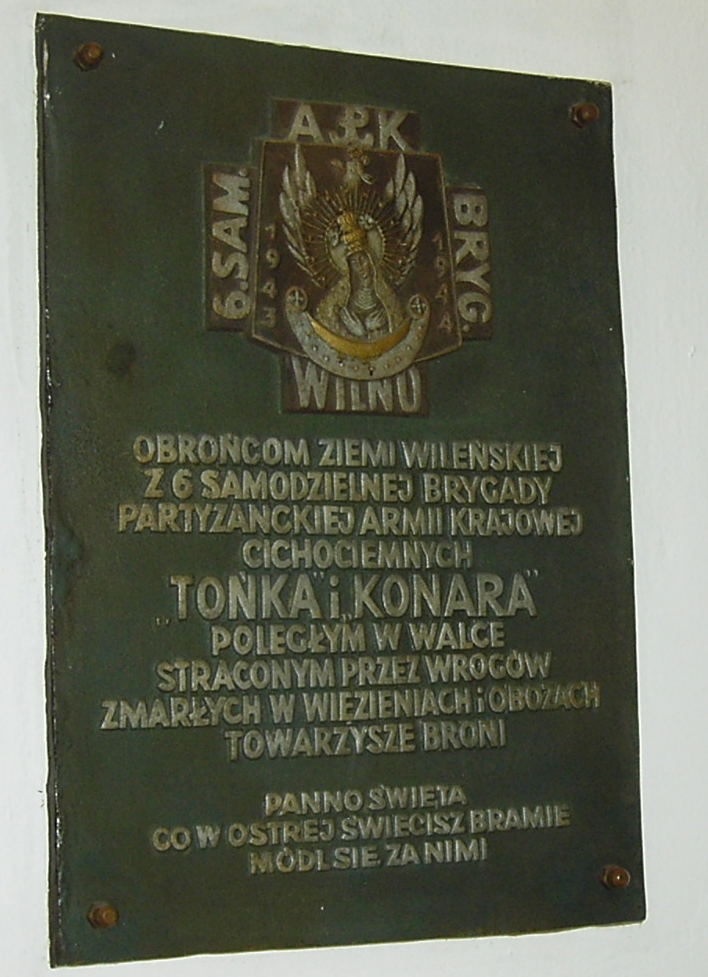
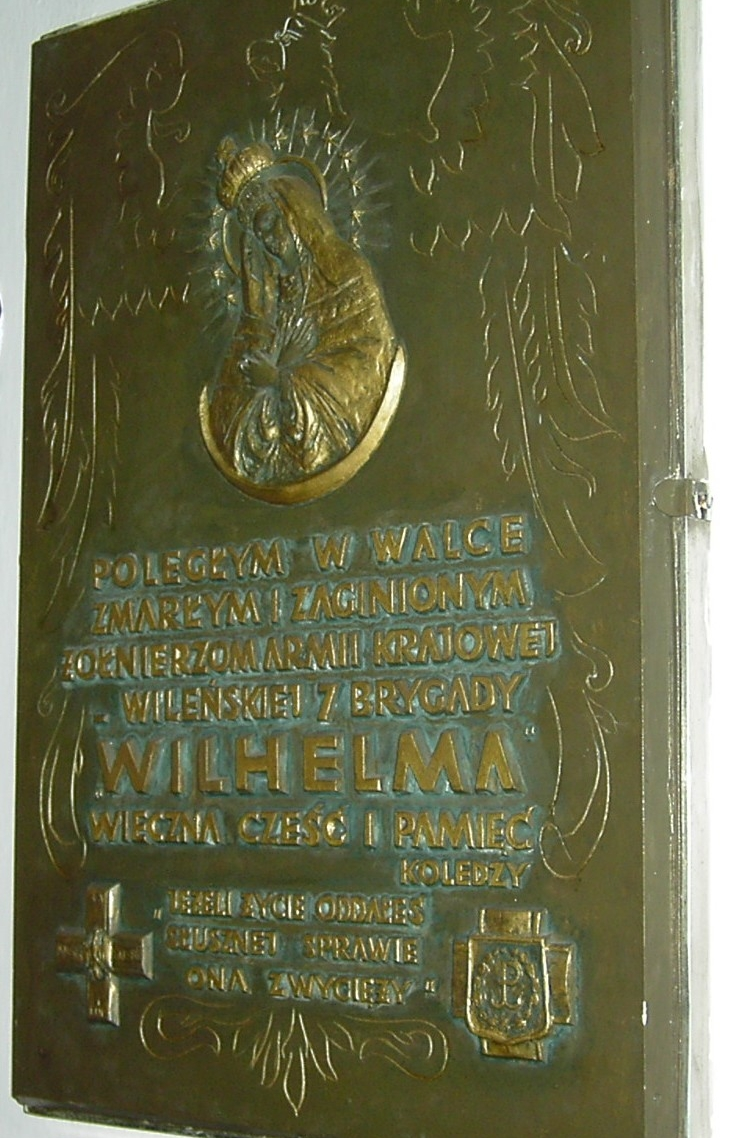